# Nectria lugdunensis
Nectria lugdunensis är en svampart som beskrevs av J. Webster 1959. Nectria lugdunensis ingår i släktet Nectria och familjen Nectriaceae.   Inga underarter finns listade i Catalogue of Life.